# Thompson Benton Ferguson

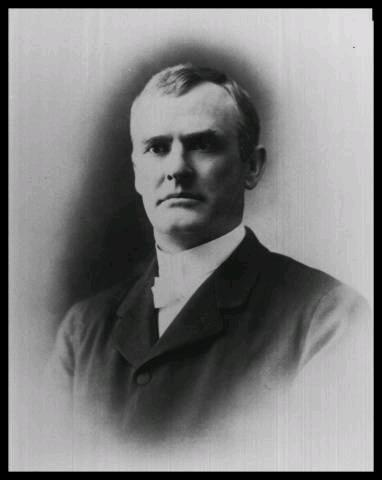
Thompson Benton Ferguson

Thompson Benton Ferguson (* 17. März 1857 bei Des Moines, Iowa; † 14. Februar 1921 in Oklahoma City) war ein US-amerikanischer Politiker der Republikanischen Partei. Er war von 1901 bis 1906 Gouverneur des Oklahoma-Territoriums.

## Leben
Bei Des Moines geboren, zog er in seinen jungen Jahren nach Kansas. Er war Lehrer und ein methodistischer Pfarrer. 1889 nahm er am Oklahoma Land Run (Besiedelung bisheriger geschützter Indianergebiete) teil und sicherte sich einen Claim in der Umgebung von Oklahoma City. Doch zog Ferguson aber wieder nach Kansas zurück, wo er als Autor und Herausgeber tätig war. Dort war er anerkannter Führer der Republikanischen Partei seines Bundesstaates. Aufgrund seiner Parteiarbeit kam er jedoch wieder in das Oklahoma-Territorium und war zwischen 1901 und 1906 dessen Gouverneur, wobei er ebenfalls die Führungsposition seiner Partei in Oklahoma übernahm. Nach seiner Amtszeit zog er nach Watonga und leitete eine Zeitung bis zu seinem Tode im Jahre 1921.